# Barney Miller
Barney Miller är en amerikansk deckarkomedi som producerades av Sony Pictures Television och sändes av ABC mellan 1974 och 1982.
Serien hade svensk premiär på SVT i september 1981.

## Handling
Barney Miller följer poliserna på stationen  i NYPD:s 12:e distrikt i Greenwich Village.

## Utmärkelser
Serien vann ett Primetime Emmy Award för bästa komediserie 1982.

## Rollista i urval
- Hal Linden - Barney Miller
- Max Gail - Stanley Wojohowicz
- Ron Glass - Ron Harris
- James Gregory - Frank Luger
- Abe Vigoda - Phil Fish
- Jack Soo - Nick Yemana
- Barbara Barrie - Elizabeth Miller
- Gregory Sierra - Chano Amenguale
- Steve Landesberg - Arthur Dietrich
- Ron Carey - Carl Levitt